# Kerrouchen
Kerrouchen  (in arabo كروشن‎?) è un centro abitato e comune rurale del Marocco situato nella provincia di Khénifra, regione di Béni Mellal-Khénifra. Conta una popolazione di 7 021 abitanti (censimento 2014).